# Епархия Буэа
 Епархия Буэа  (лат. Dioecesis Bueaensis) — епархия Римско-Католической церкви с центром в городе Буэа, Камерун. Епархия Буэа входит в митрополию Баменды.

## История
12 июня 1923 года Святой Престол учредил апостольскую префектуру Буэа, выделив её из апостольского викариата Камеруна.
19 апреля 1939 года апостольская префектура Буэа была преобразована в апостольский викариат.
18 апреля 1950 года Римский папа Пий XII выпустил буллу «Laeto accepimus», которой преобразовал апостольский викариат Буэа в епархию.
14 июля 1950 года епархия Буэа передала часть своей территории в пользу возведения новой апостольской префектуры Йолы (сегодня — Епархия Йолы). В этот же день епархия Буэа вступила в митрополию Яунде.
13 августа 1970 года епархия Буэа передала часть своей территории для возведения епархии Баменды.
9 февраля 1999 года и 15 марта 2016 года епархия Буэа передала часть своей территории для возведения новых епархий Мамфе и Кумбы.

## Ординарии епархии
- священник Джон Уильям Кэмплинг (6.08.1923 — 13.05.1925), апостольский префект
- епископ Питер Роган (26.06.1925 — 18.08.1961)
- епископ Юлиус Йозеф Виллем Питерс (4.06.1962 — 29.01.1973)
- епископ Пий Су Ава (29.01.1973 — 30.11.2006)
- епископ Эммануэль Бушу (30.11.2006 — 28.12.2019)
- епископ Майкл Миабесуэ Биби (с 5 января 2021 года по настоящее время).

## Источник
- Annuario Pontificio, Ватикан, 2005
- Булла Laeto accepimus, AAS 42 (1950), p. 615  (лат.)